# Santa Rosa, Churumuco
Santa Rosa är en ort i Mexiko.   Den ligger i kommunen Churumuco och delstaten Michoacán de Ocampo, i den södra delen av landet, 270 km väster om huvudstaden Mexico City. Santa Rosa ligger 465 meter över havet och antalet invånare är 115.
Terrängen runt Santa Rosa är huvudsakligen kuperad, men norrut är den bergig. Santa Rosa ligger nere i en dal. Runt Santa Rosa är det glesbefolkat, med 15 invånare per kvadratkilometer. Närmaste större samhälle är Churumuco de Morelos, 15,3 km söder om Santa Rosa. I omgivningarna runt Santa Rosa växer huvudsakligen savannskog.